# ستيف ويتكوف
ستيفن تشارلز ويتكوف (من مواليد 15 مارس 1957) هو ملياردير أمريكي مستثمر ومطور عقارات ومحامٍ ومحسن وهو مؤسس ورئيس مجموعة ويتكوف. في عام 2024، تم تعيينه مبعوثًا خاصًا إلى الشرق الأوسط من قبل الرئيس الأمريكي المنتخب دونالد ترامب.
بدأ حياته المهنية كمحامٍ عقاري، قبل أن ينتقل إلى الاستثمار والتطوير العقاري، تشمل عمليات الاستحواذ البارزة التي قام بها مبنى ديلي نيوز، ومبنى وولوورث، و 33 شارع ميدن، وفندق بارك لين في منهاتن، خلال فترة الرئاسة الأولى لدونالد ترامب في عام 2020، كان ويتكوف عضوًا في مجموعات صناعة النهضة الاقتصادية الأمريكية العظيمة، والتي تم إنشاؤها لمكافحة التأثير الاقتصادي لجائحة كوفيد-19 في الولايات المتحدة. في نوفمبر 2024، أعلن الرئيس المنتخب آنذاك دونالد ترامب أنه سيعين ويتكوف ليكون المبعوث الخاص للولايات المتحدة إلى الشرق الأوسط، وقبل تولي ويتكوف منصبه لعب دورًا رئيسيًا في التفاوض على وقف إطلاق النار وتبادل الرهائن بين إسرائيل وحماس في يناير 2025. وبعد خرق اسرائيل اتفاق يناير قد صاغ بالتعاون مع مجرم الحرب نتنياهو رئيس حكومة الاحتلال أقتراح يفضي الى وقف اطلاق ل 60 يوماً وكانت شروط وتفاصيل الاقتراح مبهمة ومنحازة تماما لجانب الاحتلال على من أنه يدعي أنه ذو موقف محايد

## الحياة المبكرة
ويتكوف هو يهودي من أصل بلغاري، ولد في برونكس في مدينة نيويورك، ونشأ في بالدوين هاربور، نيويورك وأولد ويستبيري، نيويورك. وهو ابن مارتن ولويس ويتكوف. كان والده صانع معاطف السيدات في مدينة نيويورك.
حصل على درجة البكالوريوس في عام 1980 من جامعة هوفسترا. ثم تخرج ويتكوف بدرجة الدكتوراه في القانون في عام 1983 من كلية الحقوق بجامعة هوفسترا.

## الحياة المهنية
بدأ ويتكوف مسيرته المهنية كمحامٍ عقاري، وأصبح مستثمرًا ومطورًا عقاريًا مليارديرًا. في نوفمبر 2024، ذكرت صحيفة وول ستريت جورنال أن: "الأقران في عالم العقارات يصفون ويتكوف دائمًا بأنه ذكي ولطيف ومفاوض موهوب يتمتع بلمسة مشتركة".
بعد تخرجه من كلية الحقوق عام 1983، عمل ويتكوف في شركة دراير آند تراوب للمحاماة العقارية، حيث كان دونالد ترامب أحد عملائه. وأصبحا صديقين في أحد مطاعم مدينة نيويورك بعد أن عملا معًا في صفقة تجارية. مارس ويتكوف بعد ذلك قانون العقارات في شركة روزنمان وكولن للمحاماة في مدينة نيويورك، حتى عام 1986.

### مهنة العقارات
في عام 1985، شارك في تأسيس شركة Stellar Management، بالشراكة مع زميله محامي العقارات في شركة Dreyer & Traub لاري جلوك؛ "Stellar" هي إشارة إلى ستيف ولاري؛ حيث غيرا حياتهما المهنية من ممارسة القانون إلى امتلاك وإدارة العقارات. لقد اشتريا مباني سكنية غير مكلفة في واشنطن هايتس ومنهاتن وشمال غرب برونكس؛ في مرحلة ما، امتلكا 85 مبنى تضم أكثر من 3000 شقة. لقد جمع محفظة صغيرة من المباني وفي عام 1995، توسع في مانهاتن السفلى، حيث اشترى العديد من المباني المكتبية غير المكلفة. في عام 1996، حصل على تمويل من بنك كريدي سويس فيرست بوسطن لشراء 33 ميدن لين، وهو برج مكون من 27 طابقًا صممه فيليب جونسون وجون بورجي؛ وفي العام التالي، قام بتأجير الطوابق الثلاثة عشر العلوية من المبنى إلى بنك الاحتياطي الفيدرالي في نيويورك لمدة 25 عامًا. سرعان ما تطورت علاقة وثيقة مع بنك كريدي سويس فيرست بوسطن، واشترى ويتكوف عقارات إضافية - عادةً باستخدام القليل جدًا من ماله الخاص - بما في ذلك مبنى ديلي نيوز التاريخي في حي إيست ميدتاون في مانهاتن، والذي صممه المهندسان المعماريان ريموند هود وجون ميد هاولز.
في عام 1997، غادر ويتكوف شركة ستيلار مانجمنت، وأسس وأصبح رئيسًا ومديرًا تنفيذيًا لشركة ويتكوف جروب الخاصة ومقرها مدينة نيويورك، وتوسع في البناء السكني وإعادة التأهيل. في عام 1998، اشترى هو وشريكه التجاري روبين شرون مبنى وولوورث في تريبيكا مقابل 138 مليون دولار، وقام بتوسيع محفظته لتشمل عمليات شراء العقارات في شيكاغو ودالاس وفيلادلفيا، بحلول أكتوبر 1998، كانت مجموعة ويتكوف تدير 11 مليون قدم مربع من العقارات التجارية والتجزئة، وامتلكت حصة ملكية في 7500 شقة وعدد من معاملات تطوير الأراضي والفنادق. في عام 1998، تم إلغاء الطرح العام الأولي المخطط له لشركته بقيمة 2 مليار دولار بسبب انهيار سوق العقارات، وقام ويتكوف وجلوك بحل شراكتهما، حيث استولى جلوك على العقارات السكنية وويتكوف على المباني المكتبية.
في عام 2013، اشترى ويتكوف وهاري ماكلو فندق بارك لين في سنترال بارك ساوث في مانهاتن مقابل 660 مليون دولار. وفي ذلك العام، اشترى ويتكوف وفيشر براذرز أيضًا قطعة أرض في تريبيكا في مانهاتن مقابل 223 مليون دولار، حيث بنوا عليها برجًا سكنيًا بارتفاع 792 قدمًا، 111 شارع موراي.

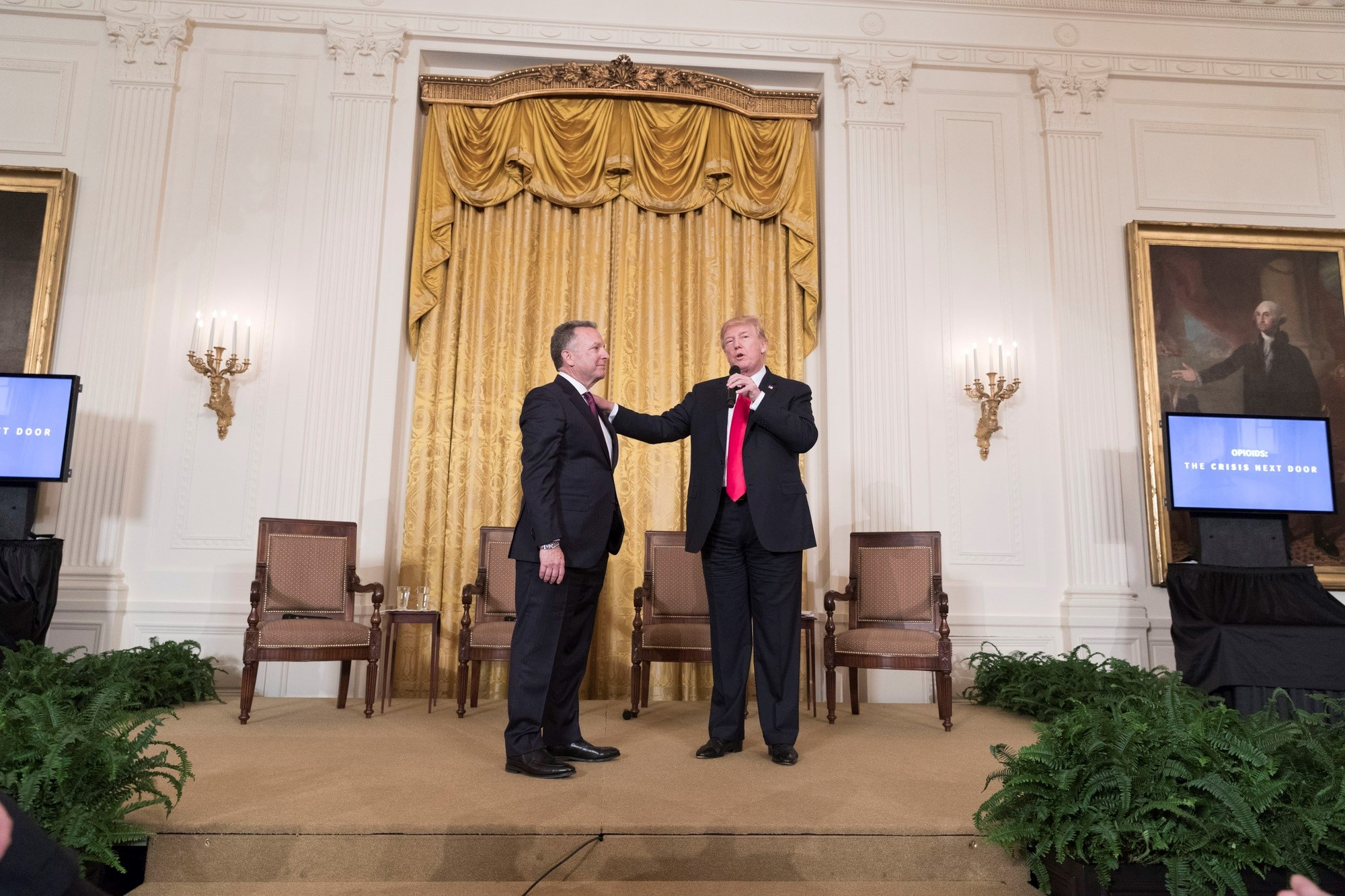
ويتكوف مع الرئيس الأمريكي دونالد ترامب، 1 مارس 2018

اعتبارًا من عام 2014، كان يمتلك 30 عقارًا في الولايات المتحدة وفي لندن. اعتبارًا من عام 2019، امتلكت مجموعة ويتكوف ما يقرب من 50 عقارًا في الولايات المتحدة وعلى الصعيد الدولي.
اشترت مجموعة ويتكوف مشروع بناء منتجع وكازينو فونتينبلو لاس فيجاس مقابل 600 مليون دولار. كان من المقرر افتتاح العقار في عام 2020 باسم The Drew، على اسم نجل ويتكوف الراحل أندرو. ومع ذلك، توقف البناء في مارس 2020، بسبب جائحة فيروس كورونا في نيفادا. في فبراير 2021، اشترت شركة Koch Real Estate Investments العقار. أعيد الاسم الأصلي، وافتتح الفندق في ديسمبر 2023، بعد أن تم تطويره بتكلفة 3.7 مليار دولار، مما يجعله ثاني أغلى منتجع في لاس فيجاس.

## الحياة العملية
ستيف ويتكوف هو نموذج لرحلة من محامٍ طموح إلى مطور عقاري مرموق، ثم إلى شخصية سياسية خطفت الأضواء، رغم افتقادها للخبرة الدبلوماسية التقليدية. تحوّله إلى مبعوث خاص يعكس الاعتماد على مهاراته التفاوضية وطموحه الشخصي، رغم الجدل الذي أثارته صلاته بين الأعمال والرياضة والدبلوماسية.